# De Dekkerband
De Dekkerband is een Nederlandse band die actief was in de jaren tachtig. De band produceerde de eerste kermisplaat van Volendam, iets dat in de jaren erna uitgroeide tot een Volendamse muziektraditie. Het Volendammer volkslied werd een klassieker in de regio met een nummer 2-notering in de Volendammer Top 1000 die door luisteraars in Noord-Holland werd samengesteld. Ook twee andere nummers van de band belandden in die hitlijst.

## Biografie
De Dekkerband werd rond 1979/80 opgericht en wordt in meerderheid gevormd door vier broers met de familiebijnaam Dekker: Klaas, Cor, Bep en André Veerman. Aan het hoofd van de muzikale Dekker-familie stond Thoom Veerman (1910-1974) die in het bezit was van een trompet, klarinet, drie saxofoons en een accordeon. Hij bespeelde zelf al deze instrumenten en leerde al zijn dertien kinderen de beginselen op een of enkele van deze instrumenten. Het initiatief voor De Dekkerband kwam van Klaas en Cor Veerman.
Muzikanten van het eerste uur zijn verder Jaap Sombroek (Lood), Jaap Bond (Drum) en Jack Veerman (Jozef); de laatste is geen broer van de andere Veermans en speelde voorheen als gitarist bij Fools. Sombroek kwam als drummer bij de band, omdat een vijfde broer, Jack Veerman (Dekker), te weinig tijd had vanwege zijn deelname aan BZN; al heeft ook deze Dekker voor De Dekkerband gespeeld. Jaap Bond verliet de band vrij snel en maakte plaats voor Theo van Scherpenseel die voorheen bij Jen Rog speelde en ernaast Specs Hildebrand and The Living Room Band aanvoert. Van Scherpenseel moest toen eerst leren noten lezen voordat hij kon toetreden. Samen met Cor Veerman schreef hij daarna de blaasarrangementen onder de muziek.
De Dekkerband bracht één single uit die de eerste werd in wat uitgroeide tot de muziektraditie in Volendam om kermisplaten uit te brengen. Op de A-kant van de single staat Lilly van Putten en op de B-kant het Volendammer volkslied. De teksten zijn geschreven door Cor Veerman en de nummers zijn gezongen door Klaas Veerman. Nadat de eerste uitgave op muziekcassette tweeduizendmaal over de toonbank ging, kwam er ook een uitgave op vinyl.
De band trad onder meer op in de voorprogramma's van Jen Rog en BZN, tijdens Polenpop, de Volendamse Havenfeesten van 1983 en op bruiloften. Een van de hoogtepunten was het optreden in de gevangenis van Heerhugowaard, waar die dag ook Piet Veerman (The Cats) en Joop Buijs (Vracht) optraden.
Het grote succes van de single leidde tot veel verzoeken voor optredens bij Volendam Music, waardoor muziekmanager Jaap Buijs hen vroeg zich aan te sluiten bij zijn artiestenbureau. De band sloeg dit voorstel af omdat het vanwege hun dagelijkse werk onmogelijk bleek om de meeste optredens af te werken. Dit was ook de reden waarom de band het in 1986 voor gezien hield, met een korte opleving in de erop volgende winter. Na 1987 gaf de band nog eenmaal een reünieoptreden op 11 februari 2012.
Drie liedjes van de band belandden in de Volendammer Top 1000, een all-timelijst die in 2013 door luisteraars van 17 Noord-Hollandse radio- en tv-stations werd samengesteld.

## Leden
Huidige leden
- Cor Veerman (Dekker), organist en accordeonist en zanger
- André Veerman (Dekker), basgitarist
- Klaas Veerman (Dekker), trompettist en leadzanger
- Bep Veerman (Dekker), tenorsaxofonist
- Jack Veerman (Jozef), altsaxofonist en zanger
- Theo van Scherpenseel (later Specs Hildebrand), gitarist en zanger
- Jaap Sombroek (Lood), drummer

Vorige leden
- Jack Veerman (Dekker), drummer
- Jaap Bond (Drum), gitarist
- Jan Keizer, toetsenist

## Cassette / single
- 1985: A-kant: Lilly van Putten – B-kant: Volendammer volkslied (eerst samen op een muziekcassette en daarna op een single)